# نیل دانز
نیل دانز (انگلیسی: Neil Danns؛ زادهٔ ۲۳ نوامبر ۱۹۸۲) بازیکن فوتبال اهل بریتانیا است.
از باشگاه‌هایی که در آن بازی کرده‌است می‌توان به باشگاه فوتبال هادرزفیلد تاون، باشگاه فوتبال هارتل پول یونایتد، باشگاه فوتبال بولتون واندررز، باشگاه فوتبال لستر سیتی، باشگاه فوتبال بلکبرن روورز، باشگاه فوتبال بریستول سیتی، باشگاه فوتبال بیرمنگام سیتی، باشگاه فوتبال کولچستر یونایتد، باشگاه فوتبال کریستال پالاس، و باشگاه فوتبال بلکپول اشاره کرد.
وی همچنین در تیم ملی فوتبال گویان بازی کرده‌است.

## زندگی شخصی
نیل دانز، پدر جیدن دانز، بازیکن کنونی باشگاه فوتبال لیورپول است.